# 제2차 나카소네 내각 (제2차 개조)
제2차 나카소네 제2차 개조내각(일본어: 第2次中曽根第2次改造内閣)은  나카소네 야스히로가 제72대 내각총리대신으로 임명되어, 1985년 12월 28일부터 1986년 7월 22일까지 존재한 일본의 내각이다.
제2차 나카소네 제1차 개조내각의 개조내각이다.

## 각료
- 내각총리대신 - 나카소네 야스히로
- 법무대신 - 스즈키 세이고
- 외무대신 - 아베 신타로
- 대장대신 - 다케시타 노보루
- 문부대신 - 가이후 도시키
- 후생대신 - 이마이 이사무
- 농림수산대신 - 하타 쓰토무
- 통상산업대신 - 와타나베 미치오
- 운수대신 - 미쓰즈카 히로시
- 우정대신 - 사토 분세이
- 노동대신 - 하야시 유
- 건설대신 - 에토 다카미
- 자치대신, 국가공안위원회 위원장 - 오자와 이치로
- 내각관방장관 - 고토다 마사하루
- 총무청 장관 - 에사키 마스미
- 홋카이도 개발청 장관, 오키나와 개발청 장관 - 고가 라이시로
- 방위청 장관 - 가토 고이치
- 경제기획청 장관 - 히라이즈미 와타루
- 과학기술청 장관 - 고노 요헤이
- 환경청 장관 - 모리 요시히데
- 국토청 장관 - 야마자키 헤이하치로
  - 내각법제국 장관 - 모구시 다카시
  - 내각관방부장관(정무) - 가라사와 슌지로
  - 내각관방부장관(사무) - 후지모리 쇼이치

## 정무 차관
- 법무 정무 차관 - 스기야마 레이조
- 외무 정무 차관 - 우라노 야스오키
- 대장 정무 차관 - 구마가와 쓰기오·가지와라 기요시
- 문부 정무 차관 - 구도 이와오
- 후생 정무 차관 - 니와 유야
- 농림 수산 정무 차관 - 호리 고스케·후쿠다 히로이치
- 통상 산업 정무 차관 - 다와라 다카시·오쓰보 겐이치로
- 운수 정무 차관 - 가메이 시즈카
- 우정 정무 차관 - 다나부 마사미
- 노동 정무 차관 - 마쓰오 간페이
- 건설 정무 차관 - 나카지마 마모루
- 자치 정무 차관 - 모리 기요시
- 총무 정무 차관 - 후나다 하지메
- 홋카이도 개발 정무 차관 - 와타나베 쇼이치
- 방위 정무 차관 - 기타구치 히로시
- 경제 기획 정무 차관 - 구마가이 히로시
- 과학 기술 정무 차관 - 마에지마 에이자부로
- 환경 정무 차관 - 고스기 다카시
- 오키나와 개발 정무 차관 - 이타가키 다다시
- 국토 정무 차관 - 시라카와 가쓰히코

## 같이 보기
- 죽은 척 해산 - 이 내각에서 단행한 중의원 해산

## 참고 문헌
- 하타 이쿠히코 편 《일본 관료제 종합 사전 : 1868 ~ 2000》(도쿄 대학 출판회, 2001년)